# Voldsløkka

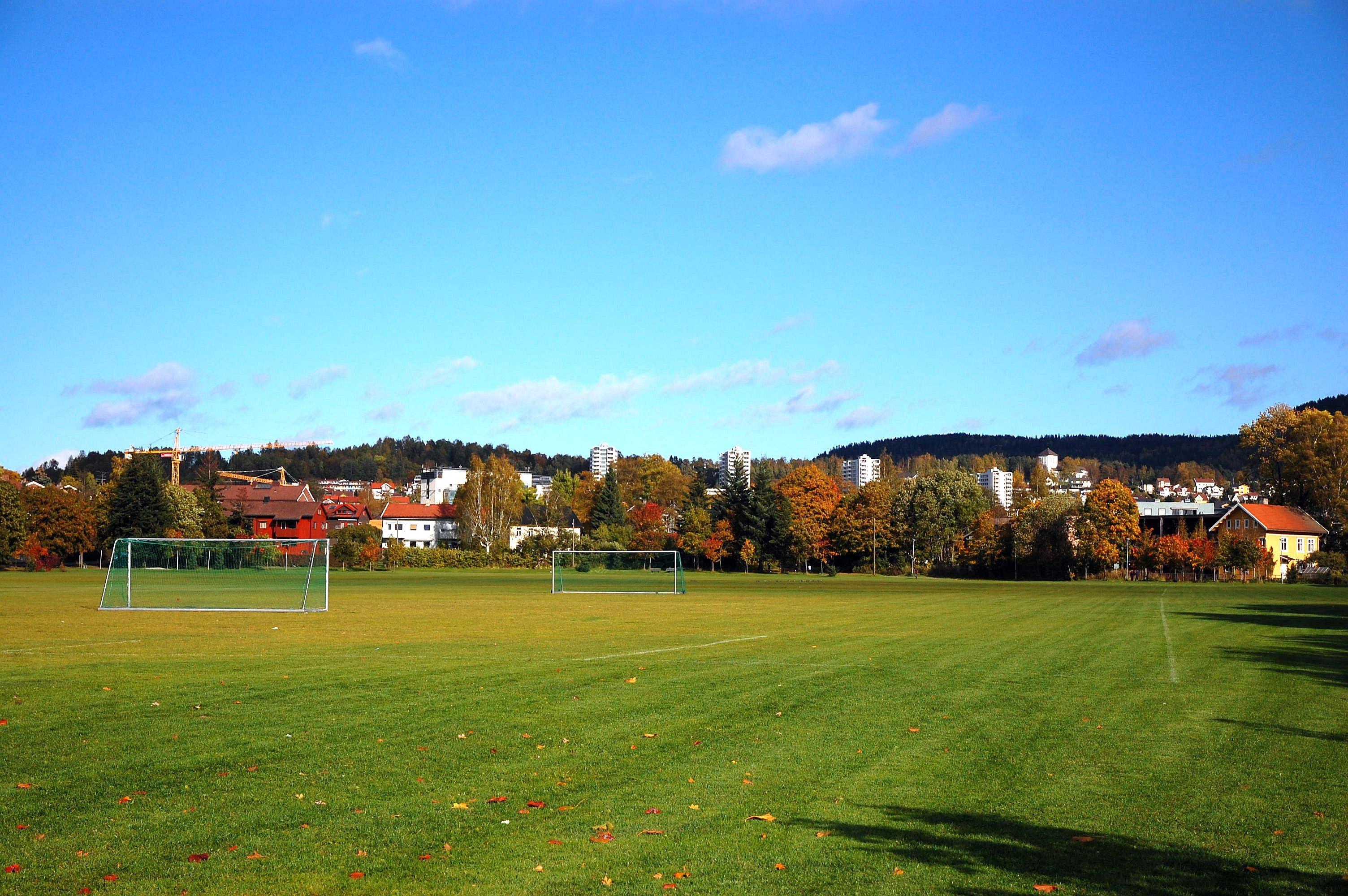
Voldsløkka gräsbana, sett mot norr.

För fotbollsarenan med samma namn, se Voldsløkka stadion.
Voldsløkka är ett område i Sagene i Oslo.
Voldsløkka är ett stort område i Oslo med flera idrottsbanor, belägna mellan Stavangergata och Biskop Heuchs vei. Voldsløkka är formellt sett en del av Sagene, och drivs och utvecklas därför av Indre Øst-midler, men Voldsløkka gränsar också till stadsdelen Nordre Aker vid Biskop Heuchs vei.
Voldsløkka är ett naturligt område att uppsöka för alla som bor på Sagene/Bjølsen och Tåsen/Bakkehaugen. På området finns lekplats, skateramp, idrottshallar, fotbollslaget Skeids hemmaplan, hall för innebandy, otaliga fotbollsplaner (både gräs, konstgräs och grus), tre volleybollbanor, fyra tennisbanor, samt en stor gräsyta, där nästan allt kan praktiseras, och på vintern två bandy-/isbanor. Många människor dras till Voldsløkka, till exempel professionella utövare, företagslag, motionärer, barnfamiljer och hundägare använder detta friluftsområdet stora delar av dygnet, hela året. De stora idrottsplatserna gör att både organiserad och oorganiserad idrott kan hålla på samtidigt. 
Det planeras byggas en ny fotbollsstadion för Skeid samt bostäder på området. Om detta blir en realitet kommer ännu fler människor söka sig till området i framtiden. Planerna är idag att bostäder ska förläggas till existerande industriområde.

## Historia
Namnet Voldsløkka kommer från en överrättsprokurator vid namn N.E.R. Wold, som köpte et jordstycke 1780. Enligt Oslo byleksikon kan bebyggelsen på Sagene spåras tillbaka till 1300-talet. Sagene var ett litet sågbruks- och en industriarbetarby vid en av huvudvägarna in till staden, vilket gjorde området till en viktig knutpunkt från 1600-talet och i de påföljande århundradena. "Efter Christianias grundande försökte Kungen och stadens myndigheter att få mer bosättning på Sagene. Folk som hade slagit sig ned på Grönland, nedre Vaterland och i Piperviken, bör antingen flytta in till stan under fästningen, eller upp till Sagene. norska: "Etter Christianias grunnleggelse forsøkte Kongen og byens myndigheter å få mer bosetting på Sagene. Folk som hadde slått seg ned på Grønland, nedre Vaterland og i Piperviken, skulle enten flytte inn i byen under festningen, eller opp til Sagene."
På slutet av 1800-talet öronmärkte järnvägen mark till en möjlig tåglinje mellan Øst- och Vestbanestationerna via Grefsen. Spåret blev aldrig av, men planen hindrade annan byggnation och säkrade därmed plats för Voldsløkka, så som vi känner den i dag. Gång- och cykelstigar som går tvärs över Voldsløkka följer ett påtänkt spårområde för tåg. 
Idag präglas Sagene inte längre av små trähus, men av bostadshus. Utbyggnaden av Bakkehaugen startade 1933, efter delningen av tomter från gården med samma namn. Mellan Sagene och Bakkehaugen ligger Voldsløkka, ursprungligen som en del av Bjølsen gård. 
Voldsløkka är idag ett viktigt centrum for Osloidrotten, och det var Oslos biträdande stadsdirektör från 1945 till 1948, Rolf Hofmo, som utförde arrangemangen av idrotten på Voldsløkka och en del andra grönområden i Oslo. Han ansåg att idrottens ändamål var folkhälsoidealet – att idrotten var ett led i strävan efter att skapa den "den sunda människan". Hofmo knöt detta idealet starkt till arbetarklassens frisläppning. Hans tanke var att eftersom idrotten skulle tjäna folkhälsan behövde den nå ut till alla och vara mångsidig. 1956 lade Plan-og anleggskontoret i Oslo kommun fram en plan där idrotten presenterades som en viktig samhällsfaktor, "en socialpolitiskt fråga". Alla skulle "ha möjlighet att ta aktiv del i idrotts- och rörelselivet». För att nå målet kunde inte kommunen bygga dyra anläggningar för några få, utan en ny princip skulle användas. Kommunen skulle dränera stora ytor och så gräs på dem. Därefter skulle det sättas in skärfälten. Så blev Ekebergfeltet till 1947 och senare följde Voldsløkka och Valle-Hovin. Med denna politiken tiodubblades stadens idrottsyta under 1950-talet.
Järnvägens öronmärkning av Voldsløkka-ytan, och Hofmos och Oslo kommuns arbete för folkhälsan, var alltså huvudorsakerna till att Voldsløkka fortfarande är ett stort planerat område med gräs och idrottsbanor mellan Sagene och Bakkehaugen.